# Mediorhynchus taeniatus
Espèce
Synonymes
- Echinorhynchus taeniatus von Linstow, 1901 - protonyme[2]
- Echinorhynchus segmentatus de Marval, 1902[2]
- Echinorhynchus otidis houbarae Miescher in Diesing, 1851[2]
- Empodius taeniatus (von  Linstow 1901) Travassos, 1916[2]

Mediorhynchus taeniatus est une espèce d'acanthocéphales de la famille des Gigantorhynchidae.
C'est un parasite digestif d'oiseaux paléarctiques découvert par Linstow en 1901.